# Laugia
Laugia es un género extinto de peces celacantimorfos prehistóricos de la familia Laugiidae. Este género marino fue descrito científicamente por Stensiö en 1932.

## Especies
Clasificación del género Laugia:
- † Laugia Stensiö 1932
  - † Laugia groenlandica Stensiö 1932